# Psychotria domatiata
Psychotria domatiata är en måreväxtart som beskrevs av Charles Dennis Adams. Psychotria domatiata ingår i släktet Psychotria och familjen måreväxter. Inga underarter finns listade i Catalogue of Life.